# مکنده‌دهان سه‌تکه‌ای
مکنده‌دهان سه‌تکه‌ای (نام علمی: Chiloglanis trilobatus) نام یک گونه از سرده مکنده‌دهان‌ها است.